# Munksnäs kyrka
Munksnäs kyrka (finska: Munkkiniemen kirkko) är en kyrka i Helsingfors. Den ritades av Pauli Salomaa och blev klar år 1954. Sin nuvarande orgel fick kyrkan 1978. Orgeln tillverkades av orgelbyggeriet Veikko Virtanen. I kyrkans klocktorn finns två klockor. Kyrkan grundrenoverades 1998 enligt ritningar av Kari Hyvärinen. Den används både av finskspråkiga Munksnäs församling och svenskspråkiga Petrus församling.